# Майз, Джонни
Джон Роберт «Джонни» Майз (англ. John Robert "Johnny" Mize, 7 января 1913 года — 2 июня 1993 года) — американский бейсболист, выступавший на позиции игрока первой базы. За 15 сезонов в Главной лиге бейсбола с 1936 по 1953 год (три года пропустил в связи со службой в вооружённых силах во время Второй мировой войны) он успел поиграть за «Сент-Луис Кардиналс», «Нью-Йорк Джайентс» и «Нью-Йорк Янкис». В составе «Янкис» он выиграл пять подряд Мировых серий.
По окончании игровой карьеры Майз работал радио комментатором, скаутом и тренером в клубах МЛБ. Десятикратный участник матчей всех звёзд МЛБ, Майз был включён в Бейсбольный зал славы Ветеранским комитетом в 1981 году. В 2014 году он был также включён в Зал славы «Сент-Луис Кардиналс».

## Ранняя жизнь
Майз родился в Деморесте (штат Джорджия) в семье Эдварда и Эмми Майз. Джонни был одним из дальних родственников Тая Кобба, а его двоюродная сестра — женой Бейба Рута. После того, как его родители развелись, его мать уехала работать в Атланту, а Джонни остался в Деморесте под присмотром бабушки. В школе он показывал неплохие результаты в теннисе, а также выступал за школьную бейсбольную команду. Позже он также играл в бейсбол в Пьедмонтском колледже.
Первоначально Майз попал в фарм-систему «Сент-Луис Кардиналс», но в 1934 году был обменян в «Цинциннати Редс». Почти сразу же после перехода Джонни получил травму паха и «Редс» аннулировали этот обмен. В 1935 году, страдая от болей в одной из ног, он получил травму и другой ноги. Решив закончить профессиональную карьеру Майз вернулся домой, однако руководство Кардиналс попросили его приехать на обследование у врача в Сент-Луисе. Он поехал на осмотр, а после ему сделали операцию на костных шпорах. После операции, даже несмотря на то, что бейсболист не мог выступать полный сезон в низших лигах, «Кардиналс» оставили его в своей системе. Кроме того, руководство клуба решило, что он мог бы неплохо смотреться на позиции пинч-хитера в высшей лиге. Дебют Майза в высшей лиги состоялся в 1936 году. В 125 играх за «Кардиналс» его средний процент реализации выходов на биту составил 32,9 %, он выбил 19 хоум-ранов и сделал 93 runs batted in (RBI). Позже он так охарактеризовал своё появление в МЛБ: «Я единственный парень, который играет в высшей лиге, потому что не может играть в низших».